# Campeonato de Fútbol de Nueva Zelanda 2006-07
El Campeonato de Fútbol de Nueva Zelanda 2006-07 fue la tercera edición del máximo torneo futbolístico del país. La cantidad de equipos participantes en los playoffs volvió a reducirse a tres, como en la primera temporada, luego de que en 2006 se utilizara un sistema alternativo con cinco participantes. El campeón fue el Auckland City que venció al Waitakere United por 3-2.

## Equipos participantes
| Equipo              | Ciudad           |
| ------------------- | ---------------- |
| Auckland City       | Auckland         |
| Canterbury United   | Christchurch     |
| Hawke's Bay United  | Napier           |
| Team Wellington     | Wellington       |
| Otago United        | Dunedin          |
| Waikato             | Hamilton         |
| Waitakere United    | Waitakere        |
| YoungHeart Manawatu | Palmerston North |

## Fase regular
J: partidos jugados; G: partidos ganados; E: partidos empatados; P: partidos perdidos; GF: goles a favor;
 GC: goles en contra; DG: diferencia de goles; Pts: puntos

| Pos | Equipo              | PJ | G  | E | P  | GF | GC | Dif | Pts |
| --- | ------------------- | -- | -- | - | -- | -- | -- | --- | --- |
| 1   | Waitakere United    | 21 | 15 | 2 | 4  | 47 | 23 | 24  | 47  |
| 2   | YoungHeart Manawatu | 21 | 14 | 3 | 4  | 58 | 30 | 28  | 45  |
| 3   | Auckland City       | 21 | 12 | 6 | 3  | 50 | 30 | 20  | 42  |
| 4   | Canterbury United   | 21 | 9  | 4 | 8  | 33 | 30 | 3   | 31  |
| 5   | Team Wellington     | 21 | 7  | 6 | 8  | 37 | 34 | 3   | 27  |
| 6   | Hawke's Bay United  | 21 | 4  | 4 | 13 | 29 | 49 | -20 | 16  |
| 7   | Waikato             | 21 | 3  | 5 | 13 | 19 | 45 | -26 | 13  |
| 8   | Otago United        | 21 | 2  | 6 | 13 | 19 | 51 | -32 | 12  |

|  | Clasificación a los playoffs y a la Liga de Campeones de la OFC 2007 y 2007-08 |

|  | Clasificación a los playoffs |

## Playoffs

### Final preliminar
| 25 de marzo de 2007 | YoungHeart Manawatu | 1:3 (0:1) | Auckland City                        | -, Palmerston North |  |
|                     | Saralegui 48'       |           | Young 34' · Jordan 47' · Smith 90+2' |                     |  |

### Final
| 16 de abril de 2006 | Waitakere United            | 2:3 (1:0) | Auckland City                           | Estadio North Harbour, North Shore |                           |
|                     | Menapi 21' · Campbell 90+3' |           | Mulrooney 16' · Urlovic 51' · Skyes 78' | Árbitro(s): Peter O'Leary          | Árbitro(s): Peter O'Leary |

| Bandera de Nueva Zelanda        |
| Campeón Auckland City 3º título |